# Uniflor
Uniflor è un comune del Brasile nello Stato del Paraná, parte della mesoregione del Norte Central Paranaense e della microregione di Astorga.